# Worldbeat (album)
Worldbeat è l'album d'esordio del gruppo musicale francese Kaoma, pubblicato nel 1989 dall'etichetta discografica CBS.
L'album, pubblicato in tutto il mondo, contiene la celebre Lambada, singolo d'esordio del gruppo e enorme successo dell'estate 1989, ed i successi Dançando Lambada e Mélodie d'amour.

## Tracce
LP (CBS 466 012-1 (CBS) [nl] / EAN 5099746601218)
CD (Epic 5081 (CBS) / EAN 4988010508128)
1. Lambada – 3:27 (Chico de Oliveira, Gonzalo Hermosa-Gonzales)
2. Lambareggae – 3:52 (J. Orlando)
3. Dançando Lambada – 4:44 (Zé Maria)
4. Lambamor – 4:09 (Loalwa Braz, Jacky Arconte)
5. Lamba caribe – 4:07 (Loalwa Braz, Jean-Claude Bonaventure)
6. Mélodie d'amour – 4:11 (Loalwa Braz, Jean-Claude Bonaventure)
7. Sindiang – 3:58 (Jean-Claude Bonaventure, Fatou Niang)
8. Sopenala – 4:28 (Jean-Claude Bonaventure, Fatou Niang)
9. Jambé finète (grille) – 4:26 (Jacques Arconte, Roger Dru)
10. Salsa nuestra – 4:38 (Loalwa Braz, Jean-Claude Bonaventure)

Durata totale: 42:00

## Classifiche
| Classifica (1989/90) | Posizione massima |
| -------------------- | ----------------- |
| Australia            | 17                |
| Austria              | 16                |
| Finlandia            | 7                 |
| Francia              | 14                |
| Germania             | 21                |
| Italia               | 9                 |
| Norvegia             | 11                |
| Paesi Bassi          | 12                |
| Stati Uniti          | 40                |
| Stati Uniti (latin)  | 1                 |
| Svezia               | 41                |
| Svizzera             | 6                 |